# Bambetlusie
Bambetlusie (ang. The Babaloos, fr. Les Babalous) – francusko-kanadyjski serial animowany z 1995 roku.

## Wersja polska
W Polsce serial był emitowany w latach 90. na Canal+ oraz w paśmie wspólnym tv lokalnych (TVP Regionalna), następnie był emitowany w latach 2000-2001 na MiniMaxie w bloku Minikaruzeli.
Wersja z angielskim dubbingiem i polskim lektorem.
- Opracowanie na zlecenie Canal+: Studio Start w Łodzi
- Udźwiękowienie: Contra Studio w Łodzi
- Tekst polski: Małgorzata Kierska-Barcz
- Czytała: Grażyna Jeżewska

Źródło:

## Lista odcinków

### Seria I
- 1 Babaloo's Floor Hockey
- 2 The Key Mission
- 3 Poszukiwacze skarbów (ang. The Treasure Hunt)
- 4 Baby Towel Does the Dishes
- 5 Wrong Stitch
- 6 An Indelible Night
- 7 Time's Up
- 8 Whoops-a-Daisy Slipper Ride
- 9 The Sand Castle
- 10 Clever Little Pencil
- 11 S.O.S. Slippers
- 12 Big Chill for Baby Towel
- 13 Burning Suspense
- 14 Mrs. Coffeepot Blows Her Top
- 15 A Fishy Adventure
- 16 A Tricky Tart
- 17 Hide and Seek
- 18 No Exit!
- 19 Slippery Stars
- 20 Who Are You?
- 21 First Aid for Mr. Tap
- 22 Paint Box and Paper Chain
- 23 Miss Toothbrush Makes the Big Time
- 24 Don't Touch That Dial
- 25 In Search of Gold
- 26 Little Lost Button
- 27 Forgotten Teddy
- 28 A Sticky Situation
- 29 Car Capers
- 30 A Well-Kept Secret
- 31 Miss Fork's Mishap
- 32 Sponge's Clean Break
- 33 Look Out for the Ice
- 34 Photo Shoot
- 35 Learning to Shine
- 36 To the Beach
- 37 The Slide
- 38 Fancy Featherette
- 39 Mrs. Fork's Fling
- 40 Marvels of Peru
- 41 Back to Earth
- 42 Calamity Joe
- 43 Baby, It's Cold Inside
- 44 Della's Prima Donnas
- 45 Paper Flowers
- 46 A High Flying Rescue
- 47 Ghosts on the Loose
- 48 Raspberry Foolery
- 49 Baby Towel's First Storm
- 50 Black Thoughts
- 51 Mess of Trouble
- 52 Missing Keys
- 53 Snowball Situations
- 54 Kevin's Surprise
- 55 The Dark Knight of the Night
- 56 Candy Coated Mr. Bowl
- 57 Enjoy Your Meal
- 58 Hopping Beans
- 59 Night Fall
- 60 Jak zbudować górę (ang. Making Mountains)
- 61 Walka z ogniem (ang. All Fired Up)
- 62 Unidentified Flying Object
- 63 A Rival for Miss Toothbrush
- 64 Bathtub Rescue Operation
- 65 Is That Santa?

Źródła: